# Yothu Yindi
Yothu Yindi (Yolngu de "madre e hijo") es una banda australiana con miembros aborígenes y Balanda (no aborígenes) se formaron en 1986. Los miembros aborígenes provienen de Yolngu originarios cerca de Yirrkala en la península de Gove en la Tierra de Arnhem del Territorio del Norte. Los miembros fundadores incluyen a Stuart Kellaway en el bajo, Cal Williams en la guitarra, Witiyana Marika en manikay (voz tradicionales), Bilma (clapsticks de fierro) y danza, Milkayngu Mununggurr en yidaki (didgeridoo), Geoffrey Gurrumul Yunupingu en los teclados, guitarra y percusión, y el líder Mandawuy Yunupingu en voz y guitarra.

## Discografía

### Álbumes
- Homeland Movement (1988)
- Tribal Voice (1991)
- Freedom (1993)
- Birrkuta - Wild Honey (1996)
- One Blood (1998)
- Garma (2000)